# باول إي. اولسن
باول إي. اولسن (بالإنجليزية: Paul E. Olsen)‏ هو إحاثي أمريكي، ولد في 4 أغسطس 1953 في نيوجيرسي في الولايات المتحدة.